# Telepathologie
Die Telepathologie ist ein Teilgebiet der Telemedizin, das sich speziell mit der Interpretation von fernübertragenen digitalisierten Mikroskop- und Laborbefunden befasst. Eine spezielle Zusatzbezeichnung oder ärztliche Weiterbildung für Telepathologie existiert in Deutschland noch nicht. Typischerweise wird sie durch einen Facharzt für Pathologie oder Laboratoriumsmedizin vorgenommen.
Prinzipiell wird bei der Telepathologie zwischen statischer Telepathologie und dynamischer Telepathologie unterschieden:
- Statische Telepathologie – Verwendung von digitalen Bildern verschiedener Teile einer Sektion
  - Auswahl der relevanten Bilder ist entscheidend und kritisch
  - Bildtransfer via ISDN, Internet, FTP, E-Mail
  - Akustischer Informationsaustausch gleichzeitig oder offline
  - Experte ist nur verantwortlich für die Befundung der erhaltenen Bilder
- Dynamische Telepathologie – Verwendung von modernen Telekommunikationsstrukturen zur
  - Fernsteuerung eines Mikroskops
  - Bilddokumentation und Automatischen Bildübertragung

Für kleine Krankenhäuser ergibt sich der Vorteil, keine eigenen Pathologen vorhalten zu müssen. Größere Kliniken können Zweitmeinungen oder Referenzpathologen über die Verbindungen abfragen. Telepathologiesoftware gibt es seit den 1990er Jahren, heute werden die Systeme international von zahlreichen Firmen angeboten.
Eine nichtkommerzielle, 2001 als Open-Source implementierte Softwarelösung namens iPath der Universität Basel richtet sich vor allem an Nutzer aus Entwicklungsländern.
Zur professionellen Vernetzung von beispielsweise OP Sahl und Pathologielabor existieren die ersten stabilen Lösungen in Form von vollautomatischen digitalen Mikroskopen, die ferngesteuert werden können und die aufgenommenen Bilder live überträgt. Beispiele sind das M8 des Herstellers PreciPoint oder der Nanozommer SQ von Hamamatsu.